# Dover (hrabstwo Norfolk)
Dover – jednostka osadnicza w Stanach Zjednoczonych, w stanie Massachusetts, w hrabstwie Norfolk.